# 풍무고등학교
풍무고등학교(豊舞高等學校)는 대한민국 경기도 김포시 풍무동에 있는 공립 고등학교이다.

## 학교 연혁
- 2005년 1월 8일 : 풍무고등학교 30학급 설립인가
- 2005년 3월 1일 : 개교 및 초대 이헌재 교장 취임
- 2005년 3월 2일 : 제1회 신입생 입학식(입학생 344명)
- 2005년 4월 26일 : 개교기념식
- 2008년 2월 15일 : 제1회 졸업식(317명)
- 2022년 3월 1일 : 제6대 김지영 교장 취임
- 2024년 2월 6일 : 제17회 졸업식(338명)
- 2024년 3월 4일 : 제20회 입학식(377명)

## 참고 자료
- 풍무고등학교 - 한국교육학술정보원 학교알리미